# Francis Plain

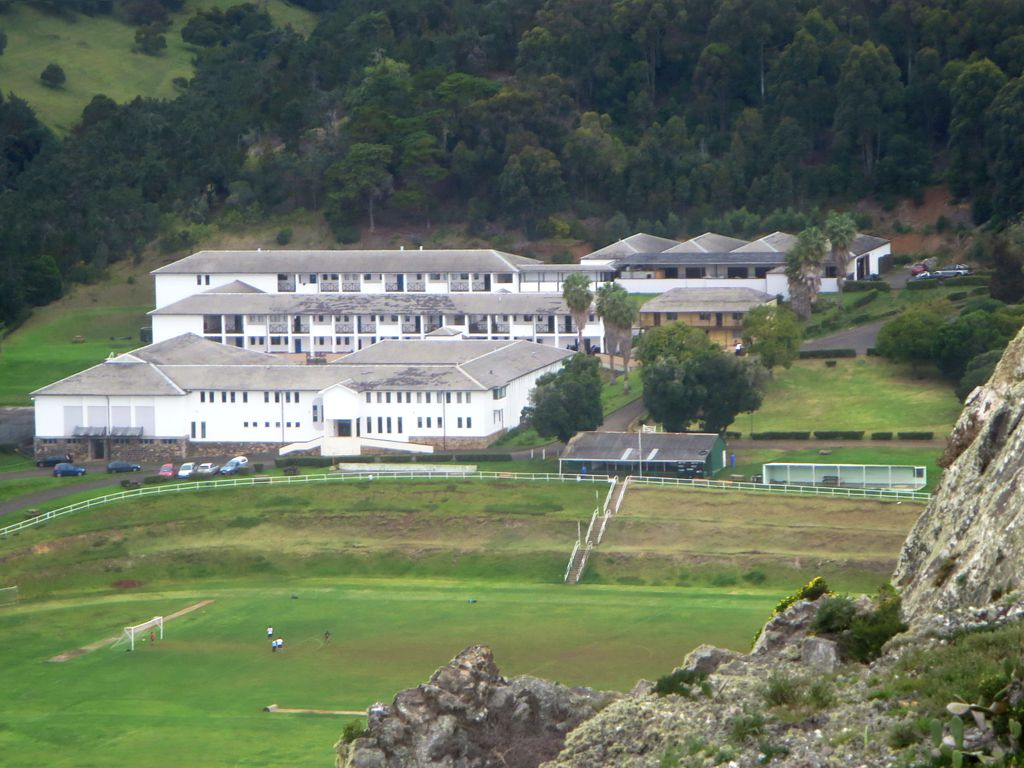
Francis Plain mit der Schule Prince Andrew

Francis Plain ist eine 1979 planierte Ebene auf der Atlantik-Insel St. Helena.  Francis Plain liegt im Norden des Distrikt St. Paul’s unweit südlich der Hauptstadt Jamestown und ist Teil der Schule Prince Andrew.
Es handelt sich um die einzige Sportstätte auf der gesamten Insel und dient als Nationalstadion. Hier werden unter anderem Cricket- und Fußballspiele ausgetragen. Teil des Sportkomplexes sind auch Tennisplätze sowie eine Squashhalle.